# 拉雅耶伊翁
拉雅耶伊翁（法語：La Jaille-Yvon，法語發音：[la ʒaj ivɔ̃] ⓘ）是法国曼恩-卢瓦尔省的一个市镇，属于瑟格雷区。

## 地理
拉雅耶伊翁（47°43'21"N, 0°40'14"W）面积12.55 平方千米，位于法国卢瓦尔河地区大区曼恩-卢瓦尔省，该省份为法国西部内陆省份，大致对应安茹地区，北起顺时针与马耶讷省、萨尔特省、安德尔-卢瓦尔省、维埃纳省、德塞夫勒省、旺代省、大西洋卢瓦尔省和伊勒-维莱讷省接壤。
与拉雅耶伊翁接壤的市镇（或旧市镇、城区）包括：尚贝莱、梅尼勒、蓝色安茹地区瑟格雷、莱欧当茹、舍尼耶-尚特塞。

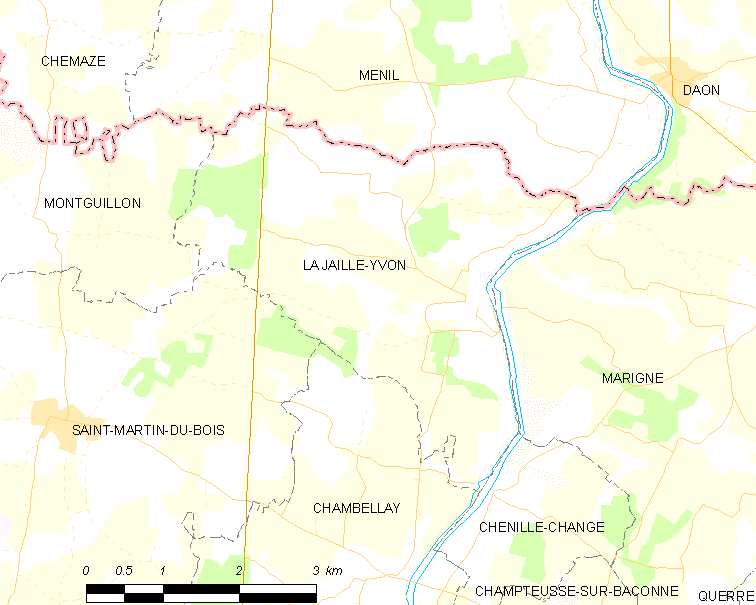
拉雅耶伊翁的OSM定位图

拉雅耶伊翁的时区为UTC+01:00、UTC+02:00（夏令时）。

## 行政
拉雅耶伊翁的邮政编码为49220，INSEE市镇编码为49161。

## 政治
拉雅耶伊翁所属的省级选区为蒂耶尔塞县。

## 人口

1962-2008年间拉雅耶伊翁人口变化图示

拉雅耶伊翁于2022年1月1日时的人口数量为343人。